# Белвил ан Ко
Белвил ан Ко (фр. Belleville-en-Caux) насеље је и општина у северној Француској у региону Горња Нормандија, у департману Приморска Сена која припада префектури Дјеп.
По подацима из 2011. године у општини је живело 625 становника, а густина насељености је износила 142,69 становника/km². Општина се простире на површини од 4,38 km². Налази се на средњој надморској висини од 145 метара (максималној 162 m, а минималној 89 m).

## Демографија
| 1962. | 1968. | 1975. | 1982. | 1990. | 1999. | 2011. |
| ----- | ----- | ----- | ----- | ----- | ----- | ----- |
| 185   | 210   | 261   | 305   | 330   | 357   | 625   |

График промене броја становника у току последњих година